# Ris (Hautes-Pyrénées)
Ris ist eine französische Gemeinde mit 13 Einwohnern (Stand 1. Januar 2022) im Département Hautes-Pyrénées in der Region Okzitanien. Sie gehört zum Arrondissement Bagnères-de-Bigorre und zum Kanton Neste, Aure et Louron.

## Geographie
Die Gemeinde liegt in der historischen Provinz Bigorre, in der Landschaft Pays d’Aure. Die spanische Grenze am Kamm der Pyrenäen befindet sich etwa 15 Kilometer weiter südlich. Die Gemeinde grenzt im Osten an das Département Haute-Garonne. Nachbargemeinden von Ris sind:
- Bareilles im Nordosten,
- Bordères-Louron im Südosten sowie
- Cazaux-Debat im Westen.

Die Lage des Gemeindehauptortes ist an der rechten Flanke des Vallée du Louron genannten Tales, hoch über dem Fluss Neste du Louron, der am Talgrund durch Bordères-Louron verläuft. Der Großteil des Gemeindegebietes stellt überwiegend unwegsames Bergland in Höhenlagen und Wald bis an die 2000 Meter dar. Da dies kaum besiedelt ist, ergibt sich in Summe eine äußerst geringe Bevölkerungsdichte.

## Bevölkerungsentwicklung
| Jahr      | 1886 | 1968 | 1975 | 1982 | 1990 | 1999 | 2007 | 2016 |
| Einwohner | 53   | 13   | 15   | 11   | 9    | 10   | 9    | 17   |

## Sehenswürdigkeiten
Die Gemeinde verfügt über mehrere Kulturdenkmäler, die als Monument historique eingestuft sind.
- Chapelle Notre Dame des Neiges (deutsch: Kapelle „Maria Schnee“): im Jahr 1884 errichtet in „Le Pradeau“ und Hauptquartier einer Bruderschaft mit etwa 25 Mitgliedern
- Église Saint-Blaise: bemerkenswertes romanisches Portal, verziert mit Konsolen und Salböl

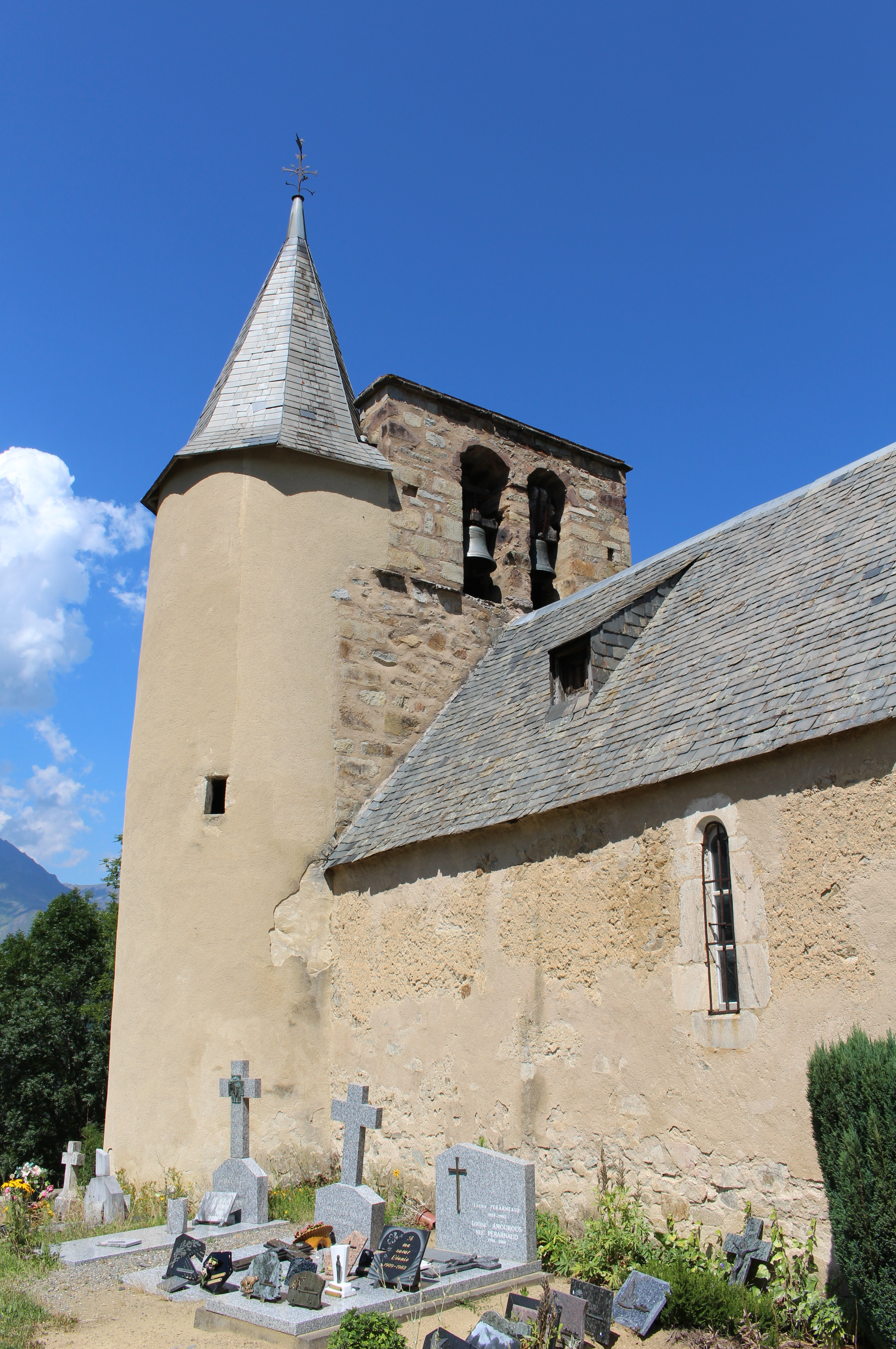
Kirche Saint-Blaise
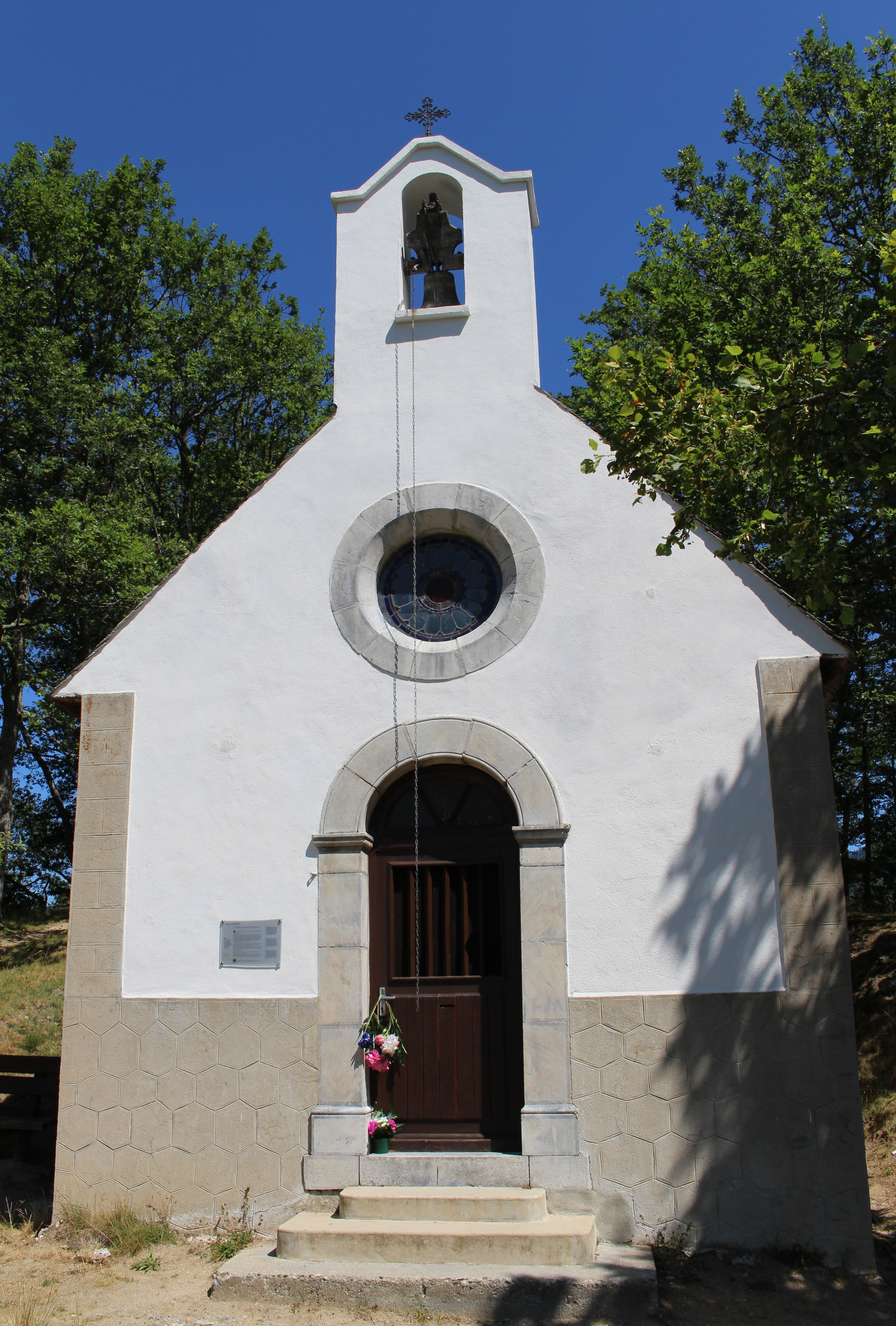
Kapelle Notre-Dame-des-Neiges